# Прудил, Иржи
Иржи Прудил (чеш. Jiří Prudil; род. 28 июня 1957, Брно) — чехословацкий гребец, выступавший за сборную Чехословакии по академической гребле в 1977—1986 годах. Серебряный призёр чемпионата мира, обладатель бронзовой медали регаты «Дружба-84», победитель и призёр первенств национального значения, участник летних Олимпийских игр в Москве.

## Биография
Иржи Прудил родился 28 июня 1957 года в городе Брно, Чехословакия.
Впервые заявил о себе в академической гребле на международном уровне в сезоне 1978 года, когда вошёл в состав чехословацкой национальной сборной и выступил на чемпионате мира в Карапиро, где в зачёте распашных четвёрок без рулевого стал четвёртым.
В 1979 году в той же дисциплине получил серебро на чемпионате мира в Дуйсбурге.
Благодаря череде удачных выступлений удостоился права защищать честь страны на летних Олимпийских играх 1980 года в Москве. В безрульных четвёрках со второго места преодолел предварительный квалификационный этап и в дополнительном отборочном заезде квалифицировался в главный финал А, где впоследствии финишировал четвёртым. При этом его партнёрами были гребцы Йозеф Нештицкий, Войтех Цаска и Любомир Заплетал.
После московской Олимпиады Прудил остался действующим спортсменом и продолжил принимать участие в крупнейших международных регатах. Так, в 1982 году он отметился выступлением на чемпионате мира в Люцерне, где в программе безрульных двоек занял девятое место.
В 1983 году в той же дисциплине был девятым на чемпионате мира в Дуйсбурге.
Рассматривался в качестве кандидата на участие в Олимпийских играх 1984 года в Лос-Анджелесе, но Чехословакия вместе с несколькими другими странами восточного блока бойкотировала эти соревнования по политическим причинам. Вместо этого Прудил выступил на альтернативной регате «Дружба-84» в Москве, где завоевал бронзовую медаль в восьмёрках.
На чемпионате мира 1985 года в Хазевинкеле стал седьмым в зачёте безрульных четвёрок.
В 1986 году в восьмёрках закрыл десятку сильнейших на чемпионате мира в Ноттингеме.